# 데니스 매카시 (뉴욕의 정치인)
데니스 매카시(Dennis McCarthy, 1814년 3월 19일, 뉴욕주 살리나 ~ 1886년 2월 14일, 뉴욕주 시러큐스)은 미국의 정치인으로 뉴욕주 부지사 권한대행이다.

## 경력
- 1845 제68대 미국 뉴욕 하원의원
- 1853 제6대 시러큐스 시장
- 1867.03 ~ 1871.03 제40·41대 미국 뉴욕 제23구 연방 하원의원
- 1876.01 ~ 1879.12 제99·100·101·102대 미국 뉴욕 제22구 상원의원
- 1880.01 ~ 1879.12 제103·104·105·106·107·108대 미국 뉴욕 제25구 상원의원
- 1881.07 ~ 1881.12 뉴욕 상원 임시의장
- 1884.01 ~ 1885.12 뉴욕 상원 임시의장
- 1885.01 ~ 1885.12 뉴욕 부지사 권한대행

## 역대 선거 결과
| 선거명      | 직책명                     | 대수 | 정당   | 득표율 | 득표수   | 결과 | 당락                 |
| ----------- | -------------------------- | ---- | ------ | ------ | -------- | ---- | -------------------- |
| 1866년 선거 | 하원의원 (뉴욕 제23선거구) | 40대 | 공화당 | 60.49% | 15,260표 | 1위  | 뉴욕주 하원의원 당선 |
| 1868년 선거 | 하원의원 (뉴욕 제23선거구) | 41대 | 공화당 | 58.98% | 16,470표 | 1위  | 뉴욕주 하원의원 당선 |
| 1870년 선거 | 하원의원 (뉴욕 제23선거구) | 42대 | 무소속 | 44.19% | 10,549표 | 2위  | 낙선                 |